# 龙井市人民政府
龙井市人民政府（：／ Ryongjŏng si inmin jeongbu），简称龙井市政府（：／ Ryongjŏng si  jeongbu），是中华人民共和国吉林省延边朝鲜族自治州龙井市的最高行政机关。

## 沿革
1945年8月，抗战胜利后，成立临时延吉县政府。同年11月，废除临时政府以及旧机构，成立正式延吉县政府，由新任正副县长、科长、局长组成政府领导成员。1949年4月，延吉县政府改称延吉县人民政府。1956年4月15日，改称延吉县人民委员会。1967年，延吉县人民武装部生产指挥部代行延吉县人民委员会各项职能。1968年1月13日，成立延吉县革命委员会。1980年，重新成立延吉县人民政府，撤销延吉县革命委员会。1983年4月7日，延吉县更名为龙井县，延吉县人民政府随之更名为龙井县人民政府。1988年5月25日，经国务院批准，撤销龙井县，成立龙井市，龙井县人民政府随之更名为龙井市人民政府。

## 职权
根据《中华人民共和国地方各级人民代表大会和地方各级人民政府组织法》第五十九条，县级以上的地方各级人民政府行使下列职权：
1. 执行本级人民代表大会及其常务委员会的决议，以及上级国家行政机关的决定和命令，规定行政措施，发布决定和命令；
2. 领导所属各工作部门和下级人民政府的工作；
3. 改变或者撤销所属各工作部门的不适当的命令、指示和下级人民政府的不适当的决定、命令；
4. 依照法律的规定任免、培训、考核和奖惩国家行政机关工作人员；
5. 执行国民经济和社会发展计划、预算，管理本行政区域内的经济、教育、科学、文化、卫生、体育事业、环境和资源保护、城乡建设事业和财政、民政、公安、民族事务、司法行政、监察、计划生育等行政工作；
6. 保护社会主义的全民所有的财产和劳动群众集体所有的财产，保护公民私人所有的合法财产，维护社会秩序，保障公民的人身权利、民主权利和其他权利；
7. 保护各种经济组织的合法权益；
8. 保障少数民族的权利和尊重少数民族的风俗习惯，帮助本行政区域内各少数民族聚居的地方依照宪法和法律实行区域自治，帮助各少数民族发展政治、经济和文化的建设事业；
9. 保障宪法和法律赋予妇女的男女平等、同工同酬和婚姻自由等各项权利；
10. 办理上级国家行政机关交办的其他事项。